# Kleistogamie

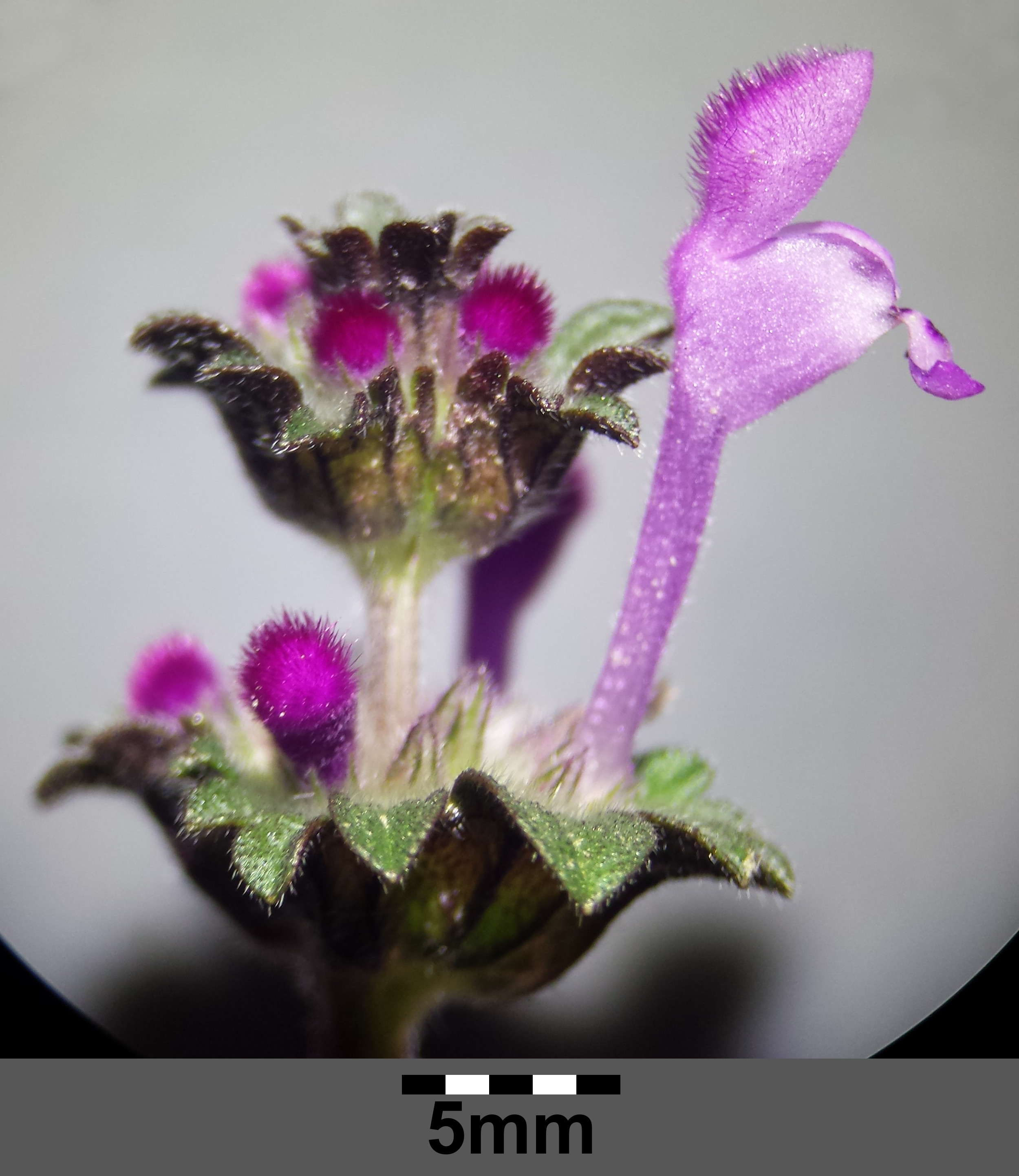
Blütenstand von Lamium amplexicaule mit mehreren kleistogamen und einer chasmogamen Blüte (rechts)

Kleistogamie (altgriechisch κλειστός kleistós „geschlossen“ und γάμος gámos „Hochzeit“, „Ehe“) ist eine Form der gezielten pflanzlichen Selbstbestäubung in geschlossenen Blüten mit der Folge der direkten, spontanen (obligat) oder indirekten (fakultativ) Selbstbefruchtung (Autogamie).
Man kann unterscheiden in:
- Archikleistogamie (direkte, spontane Autogamie); echte, obligate Zwangsbestäubung, mit reduzierten Bestäubungsorganen
- Archo-, Pseudokleistogamie (indirekte Autogamie); unechte, fakultative Zwangsbestäubung, mit un- oder kaum veränderten Bestäubungsorganen. Die Selbstbestäubung in der aufgrund von Umweltbedingungen nicht geöffneten Blüte.
  - Photokleistogamie; infolge von Lichtmangel
  - Hydrokleistogamie; durch Überflutung der Blüte, hoher Wasserstand
  - Psychro-, Thermokleistogamie; durch Mangel an Wärme
  - Xerokleistogamie; durch starke Trockenheit[5]

Das Gegenteil, also die Bestäubung bei geöffneten Blüten, bezeichnet man als Chasmogamie. Dies ist der „Normalfall“ und umfasst sowohl Fremd- als auch Selbstbestäubung.
Manche Pflanzenarten, zum Beispiel das Veilchen oder die Stängelumfassende Taubnessel und der Waldsauerklee (Oxalis acetosella), besitzen außer den normalen, chasmogamen, auf Fremdbestäubung eingerichteten Blüten noch andere, kleistogame, die klein und unscheinbar bleiben, sich nicht öffnen und sich selbst bestäuben. Diese Verschiedenblütigkeit pleomorpher Blüten, Chasmo-Kleistogamie auf einer Pflanze bezeichnet man auch als Allautogamie oder Amphigamie. Ein typisches Beispiel für Kleistogamie sind die Arten der Gattung Frailea aus der Familie der Kakteengewächse.
Da kleistogame Blüten häufig auch morphologisch veränderte Früchte ausbilden, werden bei Arten mit sowohl kleistogamen als auch chasmogamen Blüten, Samen unterschiedlich weit ausgebreitet, die gleichzeitig unterschiedliche genetische Eigenschaften haben.